# Camilo Barcia Trelles
Camilo Barcia Trelles (Vegadeo, Asturias, 15 de julio de 1888-Santiago de Compostela, 1977) fue un abogado español. Hermano de Augusto Barcia Trelles, estudió Derecho en Oviedo, y se especializó en Derecho Internacional. 

## Carrera profesional
Nació en la localidad asturiana de Vegadeo el 15 de julio de 1888. Fue catedrático de derecho internacional en las Universidades de Murcia, Valladolid (desde 1920) y Santiago de 1939 hasta su jubilación. También llegó a ser miembro del Tribunal Internacional de La Haya.
Invitados por el Círculo Mercantil y por El Pueblo Gallego, el martes 6 de marzo de 1928 ambos hermanos llegaban a Vigo para dar dos conferencias durante dos días. El mismo 6 de marzo fue el turno de Camilo, quien realizó un discurso basado en el panamericanismo que suscitó la aprobación del cuantioso público asistente. Al día siguiente, el 7 de marzo fue el turno de Augusto Barcia Trelles, que enfocó su discurso hacia el mismo tema que su hermano.

## Distinciones
- Gran Cruz de la Orden de Isabel la Católica (1958)[3]